# Ethnométhodologie
 (mars 2019).
 (juillet 2008).
Si vous disposez d'ouvrages ou d'articles de référence ou si vous connaissez des sites web de qualité traitant du thème abordé ici, merci de compléter l'article en donnant les références utiles à sa vérifiabilité et en les liant à la section « Notes et références ».
L'ethnométhodologie est une approche sociologique qui étudie les méthodes que les individus utilisent pour comprendre et produire l'ordre social dans lequel ils vivent. Elle se conçoit généralement comme une alternative aux approches sociologiques traditionnelles. Dans sa forme la plus radicale, elle pose un défi aux sciences sociales dans leur ensemble. D'autre part, ses premières recherches ont permis de développer l'analyse des catégorisations et l'analyse conversationnelle, qui ont constitué des innovations méthodologiques importantes pour ressaisir les rapports entre le discours et l'activité dans le cadre des interactions sociales. Créée par Harold Garfinkel au cours des années 1950, l'ethnométhodologie s'est développée dans les années 1960 aux États-Unis. Son arrivée en Europe francophone intervient au début des années 1970, mais il faudra attendre les années 1980 pour qu'elle fédère un ensemble de chercheurs. 

## Définition et perspectives
Harold Garfinkel dit de sa recherche (et de la discipline qui y correspond) qu'elle est orientée vers la tâche d'apprendre de quelle façon les activités ordinaires réelles des membres consistent en des méthodes pour rendre les actions pratiques, les circonstances pratiques, la connaissance de sens commun des structures sociales et les raisonnements sociologiques pratiques, analysables.
La notion d'ethnométhode découle de travaux réalisés en ethnologie, qui soulignent l'intérêt des pratiques spécifiques des groupes étudiés au sujet de toute une série de questions particulières. On y retrouve par exemple l'ethnomédecine, qui s'intéresse aux différentes pratiques de par le monde visant à provoquer la guérison. Néanmoins l'ethnométhodologie n'est pas une méthode particulière de l'ethnologie, mais la discipline qui s'intéresse aux ethnométhodes. 
Le terme d'ethnométhodologie désigne donc une discipline qui étudie la façon dont des participants à une activité lui confèrent son intelligibilité propre. Il s'agit d'un retournement de perspective par rapport aux méthodes de l'analyse formelle, dans la mesure où l'ethnométhodologie ne vise pas à observer, avec une certaine extériorité, des phénomènes dont elle offrirait une lecture en fonction de concepts discutés au sein de la discipline, mais s'intéresse de l'intérieur à la manière dont se fabriquent les principales caractéristiques observables d'un phénomène. En termes plus simples, là où les disciplines conventionnelles rangent le monde social dans des catégories de statuts ou de pratiques appropriées, l'ethnométhodologie cherche à décrire les catégories qu'un groupe se donne à lui-même pour ranger les activités du monde social. L’ethnométhodologie a pour cette raison la prétention d'être une sociologie sans induction.
L'ethnométhodologie se reconnaît une filiation avec la phénoménologie, tout en faisant des emprunts à des auteurs d'horizons variés : Wittgenstein, Husserl, Schütz, Bar-Hillel, Noam Chomsky, Erving Goffman... La discipline reconnaît une importance fondamentale au langage, certains ethnométhodologues ne pratiquant d'ailleurs que l'analyse conversationnelle.
Un certain nombre de notions clés, qui ont été présentées dans un ouvrage classique publié en anglais en 1967 et récemment traduit en français établissent une mentalité analytique sans pour autant prescrire le moindre sujet de recherche.

## Les notions de l'ethnométhodologie
S'il existe différentes façons d'aborder l'ethnométhodologie, celle-ci s'est construite en référence à un ensemble de notions qui sont devenues classiques. 

### Indexicalité
L'indexicalité désigne une propriété du monde plus qu'un phénomène social. L'indexicalité est une notion empruntée à la linguistique, elle a été initialement formulée en 1954 par le linguiste et mathématicien Yehoshua Bar Hillel. Celui-ci dit de la notion d'Indexal expressions, une notion qu'il a lui-même formée,  « il y a des expressions indexicales qui ne peuvent pas être sorties de leur contexte ».  L'ethnométhodologie emprunte cette notion pour rendre compte de la nécessité qu’il y a, pour comprendre les échanges au sein d’interaction, de les indexer sur les situations locales qui les ont produites. Elle exprime l'idée selon laquelle le sens de toute chose est attaché à son contexte. Les déictiques (ici, maintenant, derrière, je, elle, nous...) par exemple, sont des mots identiques pour tous ceux qui les prononcent, mais renvoient pour chacune de leur utilisation à un contexte unique. Ainsi, au moment de la rédaction de cet article, ici et maintenant font référence à une situation différente de celle de chacune de ses futures lectures.
Une phrase peut également recouvrir des sens différents en fonction : 
- de celui qui la prononce,
- de l'auditoire auquel elle est destinée,
- de l'endroit et du moment de son élocution,
- ou encore de l'intonation de la voix, pour ne nommer que quelques éléments contextuels.

Supprimer tous les signes permettant l'interprétation limite grandement la compréhension de la phrase. Il devient ainsi difficile à quiconque d'y attribuer un sens précis dont il soit complètement convaincu. En fait, toutes les formes symboliques, verbales, gestuelles ou autres, sont régies par l'indexicalité. Cela implique que le sens est toujours produit localement, puisqu'aucune situation n'est reproductible strictement à l'identique.  
Prenons comme exemple un graffiti situé près de la gare de Paris-Montparnasse, qui a été vu pendant des années depuis un train de banlieue emprunté quotidiennement : Vive le PCP. S'agit-il du PCP, une drogue, ou bien s'agit-il du parti communiste péruvien ? Il aurait tout aussi bien été possible qu'il s'agisse d'un PCP tout à fait différent. L'absence de contexte prête à confusion. On voit ici comment l'indexicalité en ethnométhodologie est une propriété du langage naturel et non pas simplement de certaines expressions particulières comme le sont les déictiques.
L'indexicalité peut également se retrouver hors du langage. Des comportements et des pratiques particulières, individuelles, peuvent également être d'ordre indexical. Pour une femme, par exemple, se promener seins nus sur une plage française à la fin du XXe siècle constitue un comportement normal, mais si elle le fait dans les rues de la ville qui borde cette même plage, alors son acte sera certainement qualifié d'attentat à la pudeur et aura toutes les chances de choquer ses concitoyens. Dans un tel cas, c'est la différence de lieux qui constitue l'indexicalité. C'est à cette indexicalité implacable qu'on peut associer différentes règles.

### Réflexivité

#### La réflexivité comme activité d'interprétation
La réflexivité est une notion précise mais délicate à manipuler, car on peut rapidement la confondre avec l'indexicalité. Contrairement à l'indexicalité, la réflexivité est un phénomène observable dans les comportements. Elle influe sur la manière dont chacun interprète les signes qu'il observe pour construire du sens.
Un même événement donne lieu à une compréhension toujours différente puisque chacun l'opère à partir de son propre vécu. L'indexicalité ne crée pas du sens par elle-même. Dans l'exemple du graffiti évoqué précédemment, certains indices peuvent permettre une interprétation plus particulière. On peut ajouter que Vive le PCP est écrit à la peinture rouge, couleur qui peut retenir l'attention en étant associé à une symbolique politique. De plus, on peut ajouter qu'à ce même lieu, 10 mètres plus loin, figure aussi l'inscription Fujimori génocide, visiblement écrite par la même personne. L'interprétation de ces signes relève de la réflexivité dans la mesure où l'individu qui lit le graffiti et qui s'interroge quant à sa signification n'obtiendra pas le même résultat en fonction de sa culture. Pour un individu qui voit ce graffiti pour la première fois étant adolescent, sa culture plus ou moins restreinte peut néanmoins l'amener à saisir minimalement que Fujimori est un nom japonais et que le Pérou n'est pas situé au Japon. Sa propre réflexivité lui indique donc un paradoxe dans cette association du Pérou avec une éventuelle personnalité politique d'origine japonaise. Ainsi, une interprétation de nature toxicologique du sigle PCP peut s'imposer plus naturellement si l'adolescent est plus versé sur des sujets subversifs (drogue et violence) que dans l'histoire politique du Pérou.
Les ethnométhodologues évoquent fréquemment l'exemple de la file d'attente pour illustrer ce qu'est la réflexivité : une file d'attente existe parce que des individus y participent, parce qu'ils l'ont tous reconnue comme telle. Le phénomène file d'attente existe parce que la réflexivité de chacun lui en a indiqué l'existence. Cependant, cette perception commune de la file d'attente n'empêche pas que tous aient une image différente de cette même file. Certains vont par exemple se féliciter de voir une telle discipline dans cette file, d'autres prendront la chose comme une contrainte à leur liberté individuelle, d'autres encore regretteront de ne pouvoir avancer de quelques places sans se faire remarquer.

### L'articulation indexicalité/réflexivité
L'indexicalité est à l'origine de tout phénomène de questionnement concernant une chose perçue. Qu'il s'agisse de comprendre le sens d'une publicité, l'utilisation d'un objet ou encore l'ouverture facile d'un emballage, il y a là « création » d'un sens qui relève de la réflexivité. Le contexte n'apporte pas en lui-même une information fixant définitivement et de manière immuable le sens, celui-ci est considéré par les ethnométhodologues comme étant un phénomène cognitif, quelque chose résultant du fonctionnement du cerveau humain. Le contexte continue d'exister en dehors du raisonnement, alors que le sens en est issu et ne vit que par lui. Ce sont par exemple les mêmes étoiles qui ont suscité des interprétations mythologiques, astrologiques puis astronomiques différentes un peu partout dans le monde. L'indexicalité est ici constituée par le ciel étoilé qui semble quasi immuable, à l'échelle humaine du moins, alors que la réflexivité est ici constituée par la panoplie d'interprétations, souvent irréconciliables, qui découle de son observation.

### Idiot Culturel

#### Généralisation de la capacité à construire le sens
Selon Robert Jaulin, il n'y a pas d'idiot culturel, réfutant ainsi les modèles qui présentent des individus soumis à des phénomènes dont ils n'ont pas conscience. Quel que soit son comportement, l'individu est capable de produire un discours pour le justifier. Si on lui pose une question inédite, le sens se construira dans l'instant. Peu importe la véracité du sens construit, le sens existe toujours. Le sens, que chacun a la capacité de construire, ne doit pas être compris comme une expression plus ou moins fiable de ce qui se passe en réalité. Il n'est pas une image de la vérité, mais une idée pratique dotée d'une certaine force de conviction. Pour Harold Garfinkel, le raisonnement scientifique emprunte les mêmes chemins que le raisonnement commun. Celui-ci est certes plus systématique et plus rigoureux, mais il reste consubstantiel. Il est soumis, comme n'importe quel raisonnement, au contexte dans lequel il s'énonce. L'essence du discours scientifique, comme du discours profane, est donc indexicale. La rationalité scientifique n'est qu'une expression locale d'un phénomène indexical. 
Ainsi, quelle que soit la subtilité d'une idée et le travail d'observation qui en est à l'origine, elle n'a de sens que pour une population précise à un moment donné. Elle n'est pas dénuée d'intérêts pratiques pour ses contemporains, mais sa prétention à la vérité ne peut constituer autre chose qu'une prétention liée à un certain contexte.

#### L'utopie de la non-idiotie culturelle
L'aphorisme de Robert Jaulin selon lequel il n'existe pas d'idiot culturel est souvent compris comme une conception humaniste éventuellement teintée d'une certaine dimension libérale qui voudrait que chacun soit libre de ses choix et qu'à tout moment il décide pour lui-même sans être soumis au moindre déterminisme. Cette conception politique, voire métaphysique, déborde du champ de l'ethnométhodologie. Cette expression permet simplement d'établir l'idée selon laquelle créer du sens est une activité générale et systématique pour tous les humains. La cible initiale de cette remarque était plus particulièrement la sociologie des années 1950 et 1960 et la prétention des sociologues à voir des phénomènes sociaux inaccessibles à ceux qui sont directement impliqués dans ceux-ci. En vertu des réflexivités différentes d'un sociologue et d'un membre du groupe étudié, le sens produit ne sera probablement pas le même, mais il n'en demeure pas moins que le membre du groupe étudié est tout aussi capable de construire un sens sur le sujet étudié par le sociologue.

### Méthode documentaire d'interprétation

#### Mise en évidence de la construction du sens
Le processus de construction du sens peut être illustré par une expérience que Harold Garfinkel a réalisé sur ses étudiants. Ceux-ci devaient rencontrer un éminent psychologue, réputé apte à les conseiller efficacement dans leur choix de vie. Le principe était de passer individuellement devant lui, en lui posant dix questions dont la réponse pouvait être formulée par oui ou non. Ce que les étudiants ignoraient cependant, c'est que le psychologue répondait identiquement oui ou non aux questions en fonction d'une liste préétablie aléatoirement. Dans sa quête de vérité, le cobaye étudiant modifiait ses questions en fonction des réponses obtenues précédemment. Il ne faisait pas grand cas des éventuelles contradictions dans les réponses que le hasard avait pu dicter. Il trouvait toujours une explication, une subtilité lui permettant de rétablir l'équilibre du sens qui se construisait. L'un d'entre eux demanda par exemple si, en tant que catholique, il serait bon pour lui d'épouser la fille juive avec qui il sortait. La réponse fut non. Il interpréta cette réponse un peu brutale en remettant en cause la problématique soulevée par sa question, considérant que le problème n'était plus celui du mariage proprement dit, mais relevait d'un autre facteur caché derrière la question du mariage. Il n'en choisira qu'un, correspondant à sa propre perception de sa situation. Mais une foule d'autres aurait pu être choisie en fonction de sa réflexivité propre : sa propre acceptation de la religion juive, le problème de la religion de leur futurs enfants, sa réelle envie de s'engager dans le mariage, etc. 
La très grande majorité des étudiants qui vécurent cette expérience s'estima satisfaite de la prestation du psychologue, alors que les réponses données auraient aussi bien pu être déterminées par une pièce de monnaie et dix tirages de pile ou face. C'est un travail purement réflexif qui leur a permis d'établir un sens, alors que l'indexicalité, le support de leur réflexion, n'en portait aucun. 

#### Illustration: la méthode documentaire d'interprétation
On pourrait résumer l'indexicalité comme l'ensemble des signes objectifs attachés à un phénomène et le désignant comme objet unique, alors que la réflexivité serait le résultat d'une culture particulière, chacune s'articulant à l'autre dans un rapport chronologique où le sens se construirait au vu du contexte puis avec la seule aide du processus d'interprétation réflexif. Comme nous le verrons un peu plus loin, il s'agit là d'une simplification car les deux processus semblent en fait intimement liés. Ce mécanisme cognitif est très répandu. Un exemple dynamique résiderait dans le dialogue suivant :
"Connais-tu Hopopop RPG ?"
"Non..."
"Alors, le maître dit : « Qu'est-ce que vous faites ? »"
"On va à l'auberge"
"« Hopopop, vous êtes à l'auberge. »"
Ce petit dialogue, énoncé tel quel, devrait en plonger beaucoup dans des abîmes de perplexité, car les indications indexicales sont réduites. Les amateurs de Carambars auront éventuellement reconnu la forme d'une devinette. C'est la première étape de la méthode documentaire d'interprétation. On reconnaît une structure connue (ou Pattern en terme ethnométhodologique) à laquelle on peut tenter de raccrocher le texte. Celui-ci passe alors du statut de texte à celui plus précis de devinette. On peut alors présumer qu'il s'agit sans doute de quelque chose de drôle, la suite de la réflexion consistant entre autres à trouver un sens amusant à ce petit monologue.
Un rôliste (c'est-à-dire celui qui pratique le jeu de rôle) aura accès à plus d'informations par le fait même de sa réflexivité. Il pensera que RPG sont les initiales de Role Playing Game (jeu de rôle en anglais). L'évocation d'un maître l'orientera encore plus vers cette voie. L'évocation d'une auberge, lieu incontournable des jeux médiévaux fantastiques, achèvera de le convaincre. L'association de ces trois éléments viendra renforcer une première hypothèse. La construction finale du sens se fera donc en rapport avec les jeux de rôles.  Pourtant, la devinette ne sera sans doute compréhensible que pour certains rôlistes et ne les fera probablement pas tous rire. Ceux qui jouent des parties consistant à combattre les monstres, éviter les pièges et amasser les pièces d'or et les points d'expérience ne comprendront probablement pas. L'auberge est simplement une formalité de début de partie pour arriver au donjon, là où se passe l'action.  D'autres, jouant dans un sens plus théâtral, y verront peut-être la « flemme » du maître à décrire des moments pas très importants du scénario, quitte à rogner un peu sur l'ambiance qu'il pourrait créer en s'intéressant à ce moment particulier de l'histoire. D'autres encore, qui ont une haute opinion de leur façon de jouer, se railleront du premier type de joueur qui n'attend qu'une chose : aller droit à l'action pour taper, éviter et amasser. 
Dans ces trois cas, l'indexicalité n'est en partie accessible que par le biais d'une évaluation de l'auditeur. Il va estimer en quoi il s'agit d'une blague et en quoi elle se rapporte au jeu de rôle.  Un non rôliste qui sait que la personne s'exprimant pratique ce type de jeu pourra éventuellement associer la blague à l'activité « rôlesque ». S'il ne la comprend pas, il aura toujours la possibilité de créer un sens : les rôlistes sont des malades mentaux qu'on ne peut pas comprendre, les jeux de rôle sont une secte dont le langage est codé... Il peut tout aussi bien ne pas faire ce lien et chercher un sens ailleurs – par exemple, en notant que RPG est (entre autres choses) le nom d'une arme antichar russe...
Cet exemple montre également que l'indexicalité ne constitue pas une donnée apparente d'un phénomène. On ne peut pas dresser la liste exhaustive des situations indexicales et certaines ne se comprennent qu'à travers un processus réflexif qui n'est pas accessible à tous.  La construction du sens s'opère par le biais de l'élaboration d'un système d'hypothèses et de recherche de la vérité où l'on essaie de faire coller des signes que l'on perçoit à un sens possible de la situation.

### «Accountability»

#### Les dimensions d'un sujet ethnométhodologique
L'ethnométhodologie s'intéresse au sens tel qu'il se constitue. La notion d'accountability est un terme anglais que les ethnométhodologues francophones ont choisi de ne pas traduire, faute de terme équivalent. 
L'accountability est un caractère qui doit s'appliquer aux sujets d'études ethnométhodologiques. Ceux-ci doivent être rapportables, descriptibles, observables, résumables à toute fin pratique selon les termes de Garfinkel. On laisse donc de côté les objets construits par l'entendement humain véhiculant une part importante d'imaginaire, impossible à circonscrire.
Ainsi, les français, les jeunes ou le chômage sont des catégories artificielles qui permettent aux individus de se représenter partiellement au sein du monde qui les entoure. L'ethnométhodologie pourrait tout à fait s'intéresser à ce que de telles notions recouvrent pour les membres d'un groupe précis qu'elle étudie, mais en aucun cas ces notions ne constitueraient un sujet d'étude en elles-mêmes, car elles ne sont pas accountable et se situent donc en dehors du champ de l'ethnométhodologie.
Peut-on par exemple observer les jeunes ? Il sera dans un premier temps difficile de trouver une définition à chacun des groupes et sous-groupes concernés (par exemple au sujet de leurs occupations ou leur employabilité). Si les pouvoirs publics considèrent comme jeunes les 15-25 ans, on retrouve déjà au sein de ceux-ci plusieurs définitions de ce qu'est un chômeur. Toutes ces définitions semblent convenir aux pouvoirs publics (autre notion qui n'est pas un account et est donc étrangère à l'ethnométhodologie). Il n'est pas dit que tous les individus qui ont une réflexion sur la jeunesse ou le chômage soient satisfaits des limites d'âge ou de durée de travail reconnues par les institutions. De plus, la population ainsi définie est particulièrement hétérogène, en plus d'être dispersée géographiquement.  De la même façon, le choix lui-même de la nature des seuils peut être remis en question. D'aucun peut considérer que la personne qui ne cherche du travail qu'une fois ses droits aux ASSEDICS presque épuisés ne devrait pas être considéré comme chômeuse. À l'inverse, le jeune diplômé qui occupe un poste de caissier en même temps qu'il cherche un emploi de cadre pourra toujours se considérer comme chômeur, alors même qu'il exerce une activité rémunérée. Une autre limite est constituée par la taille des groupes en question. Les français par exemple sont réputés être 60 millions. Si l'on exclut la question de ce qu'est un Français, il est impossible de tous les observer directement. On pourra toujours utiliser des statistiques, mais celles-ci demeureront le résultat d'une construction d'un objet national qui ne rendra que l'image d'une image taillée à la mesure de la recherche de ceux qui s'y intéressent.
Raisonner à partir d'un petit nombre d'individus en s'appuyant sur la loi des grands nombres reste un raisonnement inductif hasardeux. S'il est éventuellement possible de déterminer quelques grandes tendances que l'on retrouve chez une majorité de français, par exemple, ces informations resteront néanmoins partielles et teintées par les préoccupations de ceux qui les établissent. Elles ne permettent pas, en outre, de comprendre ce que signifie le phénomène observé pour ceux qui le vivent, ni d'établir comment il s'est construit et négocié au fil du temps.
Dans le cadre de l'ethnométhodologie, un groupe doit donc être observable, c'est-à-dire qu'il doit avoir une réalité concrète, être palpable et ses dimensions doivent demeurer à l'échelle du chercheur qui l'étudie (et accessoirement des membres qui le compose). Mais ce caractère d'observabilité est insuffisant, il doit également être rapportable, ce qui signifie que les membres du groupe étudié ont accès au phénomène qu'ils constituent et en ont conscience. Ils doivent également être en mesure de décrire, c'est-à-dire de traduire en mots et en concepts ce qui est observé. En dernier lieu, le terrain doit être résumable à toute fin pratique, ce qui signifie que le phénomène observé possède sa propre justification, il existe pour lui-même et non pas comme révélateur d'une éventuelle réalité d'ordre supérieur. Les faits observés valent parce que les membres y trouvent un intérêt pratique, c'est-à-dire directement lié à leur activité propre et à la résolution de leur problèmes immédiats. Ces quatre critères permettent la construction du sens. Tout ce qui ne répond pas à ces quatre critères n'est pas étudié par les ethnométhodologues.

#### Perceptions indexicales d'un même sujet
L'ethnométhodologie ne s'intéresse pas à des catégories issues de la simple réflexivité du chercheur. En effet, s'il était le seul capable de « voir » les phénomènes qu'il étudie, ses observations resteraient du domaine de l'expression de sa propre réflexivité.  Dès lors qu'on s'intéresse au sens en train de se construire, ce sens doit exister pour ceux qui le vivent. L'ethnométhodologue ne détermine pas ainsi, à partir de témoignages de membres du groupe, des concepts invisibles à leurs yeux.
Rapporter la façon dont les membres se racontent eux-mêmes expose la réflexivité des membres du groupe, c'est-à-dire le sujet de l'étude. On pourra prendre à titre d'exemple la notion de classe sociale initiée par Karl Marx. Celui-ci a représenté, à partir d'une analyse théorique et empirique, les sociétés humaines comme animées de dynamiques de luttes entre classes sociales antagonistes, bourgeoisie et prolétariat, définies suivant des rapports de production. Dans un premier temps, cette représentation en classes sociales constitue un outil d'analyse historique et pratique des sociétés. C'est, rappelons-le, en fonction de la poursuite de buts politiques que le concept de conscience de classe a vu le jour. Si la pensée de Karl Marx n'avait pas connu le succès qui fut le sien, la classe sociale serait restée la simple expression d'une réflexivité particulière dans un contexte défini : un parcours individuel spécifique en Europe à la fin du XIXe siècle. Mais le marxisme a pris des formes d'autant plus multiples qu'il a connu un grand succès. Les dirigeants de partis communistes et socialistes et les intellectuels marxistes ont développé une foule de représentations de la lutte des classes sociales, et bon nombre de travailleurs ont eu effectivement la certitude d'appartenir concrètement à la classe ouvrière.
Afin d'éviter une induction sur les intellectuels marxistes et les ouvriers dont il vient d'être fait mention, on peut, à titre d'exemple, comparer un texte de Sartre sur la classe ouvrière aux paroles d'un ouvrier  ayant traversé le XXe siècle, lecteur assidu de L'Humanité, fan de Pif le chien et communiste convaincu. En simplifiant, on peut dire que le premier avait tendance à considérer comme origine de la classe ouvrière, le néant dans lequel la bourgeoisie avait pu la plonger : pas d'éducation et un travail « abrutissant », qui empêche l'homme de penser. Toutes les différences culturelles ou personnelles étant alors nivelées par le vide qu'on leur imposait. Les ouvriers devaient nécessairement s'associer puisqu'ils n'étaient rien. Aucune incompatibilité n'était envisageable puisqu'ils avaient tout à gagner et rien à perdre. Le second, un soudeur, chaudronnier également musicien et grand lecteur, très sûr de lui et de ses compétences, hautain vis-à-vis des ingénieurs américains du plan Marshall et prenant un malin plaisir à leur démontrer la supériorité de son art pour mieux se moquer d'eux par la suite, très fier et soucieux de travailler mieux et plus vite que n'importe qui. Méprisant et gardant aussi ses distances avec le manœuvre, un prétendu ouvrier bon à rien selon lui. On observe ici comment un phénomène n'existe que quand il est racontable. On peut construire de l'extérieur un objet ouvrier et classe sociale, lui trouver des raisons objectives d'existence, cela restera le résultat d'un imaginaire particulier. Quand celui-ci parvient à s'étendre aux individus concernés, on note immédiatement que cette appropriation est une réinterprétation différente pour chaque intéressé. Ainsi, l'idée originale de la classe ouvrière démontre son artificialité pour son application concrète à des groupes particuliers d'ouvriers qui en auront des visions différentes, et donc d'une plus grande richesse de sens - le courant de la micro-histoire ayant à ce propos développé une critique assez proche de l'artificialité des macro-catégories sociales. L'étude de l'histoire révèle en revanche la portée pratique considérable d'une telle notion dans le domaine politique. Peu importe qu'elle représente ou non la vérité, c'est sa capacité à provoquer des phénomènes sociaux de grande ampleur qui lui donne une telle importance.

### Ethnométhodes
Les ethnométhodes sont les processus que les membres d'un groupe utilisent pour mener à bien leurs actions pratiques. Les actions pratiques sont les activités quotidiennes et banales que chacun assure sans y prêter une attention particulière. L'ethnométhodologie est donc l'étude de ces ethnométhodes. 
Au cours de ces actions, aussi inintéressantes qu'elles puissent paraître, les membres d'un groupe doivent résoudre des situations dans lesquelles les autres membres sont également impliqués. Pour parvenir à mener à bien ces actions, ils doivent partager des façons de faire et des représentations communes. Les méthodes qu'ils utilisent pour cela sont un résultat négocié avec les autres membres. Ces méthodes n'existent que localement, c'est-à-dire à l'intérieur du groupe étudié.

### Allants de soi

#### Définition
Les allants de soi est une expression qui qualifie l'ensemble des comportements vus et non remarqués, c'est-à-dire les ethnométhodes que les acteurs mettent en œuvre sans pour autant le faire consciemment.
Dans chaque action quotidienne, le comportement suit un nombre très élevé de codes implicites qu'il est inutile de développer tellement ils semblent naturels. C'est un allant de soi que de ne pas demander de viande dans une boulangerie. Personne ne se conduit de cette façon et il ne viendrait à l'idée de personne d'en faire la remarque. Par ailleurs, le boulanger ne ressent aucunement le besoin de mettre un panneau le rappelant dans sa boutique.
Il est donc intéressant de constater qu'il existe des règles de comportements établies et respectées par une grande majorité de gens, sans qu'il soit pourtant nécessaire de les édicter, oralement ou de façon plus institutionnelle.
On pourrait également considérer que les allants de soi sont également des règles potentielles. Elles ne sont pas dites parce qu'elles n'existent qu'à l'état de potentiel, absentes de l'esprit des membres. L'existence d'autres règles explicites limitent néanmoins l'infinitude potentielle des sens. L'allant de soi est donc la règle qui est déterminable par un processus réflexif d'un membre en fonction d'un contexte préexistant et qui limite les possibilités d'interprétation.

#### Sens partagé
La négociation d'un sens commun entre les différents acteurs d'un groupe prend, en partie, la forme d'allant de soi. C'est parce qu'il existe des normes implicites de comportement reconnues par tous que l'on peut dire que le sens est partagé.
On pourrait considérer que les allants de soi ne sont que l'expression des plus plates banalités. Personne ne demande de viande dans une boulangerie parce qu'il sait qu'il n'en trouvera pas. Cela pourrait paraître comme le résultat d'un simple bon sens ; certes partagé, mais qui demeure simple et évident et qui ne mérite aucune attention soutenue.

#### Sens négocié
Mais les allants de soi ne sont pas simplement partagés par les différents membres d'un village. Ils sont également négociés, c'est-à-dire qu'ils sont mis en place par ceux qui les suivent. Il est particulièrement intéressant de les mettre en évidence dans la mesure où, bien qu'ils paraissent le plus souvent couler de source, on se rend compte en les examinant de plus près qu'ils sont bien souvent purement conventionnels.
Par exemple, un Français ayant passé deux mois de son existence dans une famille canadienne anglophone qui achetait, sans doute pour lui faire plaisir, des petits pains prétendument français, a remarqué avec surprise qu'ils mettaient leur pain dans leur assiette et non à côté, comme il lui semblait devoir être fait. L'usage du pain lui semblait une évidence, ça ne l'est plus. On pourrait penser que l'usage du pain est un phénomène culturel auquel il a été soumis en tant que français. La suite de cette anecdote montre qu'il n'y a aucune fatalité dans le domaine, cette famille canadienne était celle d'une personne ayant habité en France pendant deux ans. Elle avait un usage du pain qui variait en fonction de son indexicalité. En France, son pain était posé à côté de l'assiette, alors qu'il était posé dedans au Canada. Son choix a été de se conformer aux usages du groupe où elle se trouvait. En se conformant donc aux allants de soi locaux, elle ne provoquait pas de breaching. Il n'en demeure pas moins que la décision de se conformer à l'usage local a été le résultat d'une négociation entre cette personne canadienne et le groupe français qu'elle fréquentait. Le groupe français n'a cependant jamais eu conscience de négocier quoi que ce soit. Pourtant, ses allants de soi n'ayant rien de naturellement légitime ou d'incontournable, leur simple pratique n'est pas une action neutre. Elle pose la première étape d'un processus de négociation de sens. On pourrait parfaitement remettre en cause la pratique française du pain sur des bases d'hygiène. De la boulangerie à la bouche, le pain suit un parcours où il est particulièrement exposé à toute sorte de contaminations qui peuvent être estimés parfaitement naturelles pour le pain, mais qui seraient totalement impensable pour d'autres aliments. Ainsi, une pratique évidente dont on peut avoir à peine conscience se révèle être le résultat d'une construction, qui s'est réalisée en dehors de la volonté positive des individus concernés. Elle n'est qu'une manière parmi d'autres et révèle dès lors une manière d'opérer symptomatique du village étudié.
Pour ainsi dire, ce qui peut sembler relever du domaine de l'évidence porte malgré tout des informations concernant les pratiques du groupe. C'est dans l'étude de la normalité et en faisant ressurgir les ethnométhodes existantes sous forme d'allants de soi que l'on peut parvenir à comprendre le fonctionnement du détail d'un groupe.

### Membre
La notion de membre revêt une importance fondamentale dans la discipline. L'ethnométhodologie s'intéresse à des groupes parfois nommés village. Elle pose comme impératif d'avoir comme sujet d'étude des phénomènes observables et racontables. Un village aux frontières mal définies ruinerait tout l'effort précédent. Comment observer quelque chose de flou ? Le problème est donc de définir des limites solides, un objet cohérent.
L'affaire est des plus délicates dans la mesure où la réflexivité est de mise dans les domaines de l'action humaine. On reprochait précédemment l'impossibilité de donner une définition solide à un phénomène général tel que le chômage, l'ethnométhodologie se doit d'éviter l'écueil qu'elle dénonce chez les autres en étant capable de déterminer des frontières légitimes à son objet de recherche.

#### Le chercheur et son objet de recherche
Le statut du chercheur par rapport au village  est de la plus haute importance et permet d'éclairer ce point. À l'inverse de la sociologie qui préconise une prise de distance propice à l'analyse, l'ethnométhodologie considère que le chercheur doit être membre du village étudié. Cette position permet deux choses essentielles :
- D'une part le chercheur étudie non pas un village de l'extérieur comme s'il était invisible, mais un processus dont il fait partie.
- D'autre part, il a une compréhension plus intime de ce qui se passe. Il est plus à même de comprendre, grâce à certaines méthodes particulières, la manière dont le sens se construit.

La thématique de l'objectivation du sujet objectivant est également centrale en sociologie, mais plutôt que de tenter de minimiser les perturbations dues à la présence du chercheur au point de parfois les nier, l'ethnométhodologie préconise d'intégrer le chercheur dans son travail d'étude, quitte à donner des éléments aux lecteurs pour qu'il puisse le prendre en compte dans sa lecture.
L'ethnométhodologue peut, en étant membre, éviter de calquer directement les patterns propres à un autre village. Le chercheur extérieur va plus facilement interpréter un phénomène à partir d'une réflexivité extérieure. Au mieux, il va manquer une multitude de signes qui n'évoqueront rien pour lui. Au pire, il va appliquer des patterns qui lui sont propres et produire une analyse particulièrement engagée.
On pourra ainsi citer l'exemple de Pierre Bourdieu qui, jugeant la musique rock, dit de celle-ci qu'elle était simpliste, basique et qu'elle correspond bien à l'acculturation des masses populaires. Ce genre de jugement fera sans doute bondir un amateur du genre qui connaît bien la complexité de la détermination rock. Pour ce dernier, le rock peut être estimé comme n'étant pas un genre de musique, mais plutôt comme correspondant à la généalogie d'une diversité de genres – avec son lot de nullités, de virtuoses et de génies. On pourra toujours objecter des éléments théoriques pour prouver cette infériorité : rythmes binaires et mélodies simples. À supposer que cela corresponde toujours à la réalité, un jugement de valeur peut toujours s'opérer sur des critères totalement différents : l'émotion ressentie, la spontanéité, le message véhiculé, le sentiment d'être membre d'un mouvement...
Qui peut considérer a priori que l'un des critères de jugement est plus approprié que les autres ? Comment un chercheur peut-il comprendre ce que représente un type de musique s'il ne ressent rien en l'écoutant ? Il aura beau collecter les témoignages des intéressés, il restera prisonnier de son extériorité. Soit il se cantonne à un rôle de magnétophone sans grand intérêt, soit il déforme les propos par sa propre réflexivité.

#### Les critères de la condition de membre

##### L'indéterminabilité de la condition de membre
Pour Alain Coulon, est membre d'un village celui qui en possède les allants de soi et les ethnométhodes. Si l'étude d'un village se fait par le biais de ses ethnométhodes et par la mise en lumière de ses allants de soi, le membre est celui qui possède la connaissance et la maîtrise de ceux-ci, selon l'ethnométhodologie.
On pourrait dès lors penser qu'il existe une réalité objective de la situation de membre. Cependant, pour savoir si quelqu'un possède ou non le langage et les ethnométhodes de son village, il faudrait avoir une description de celles-ci pour la comparer à celles des membres présumés. Mais pour connaître les ethnométhodes et les allants de soi, il faut observer les membres du village. Membres et pratiques se définissent dans une relation réciproque. Le membre possède une connaissance particulière, certes, mais comment en juger ? La substance du village est humaine, c'est le membre qui, par ses actions, porte l'information concernant le village, mais c'est également lui qui le détermine puisque les ethnométhodes sont le résultat d'une négociation permanente.

##### La détermination du membre, une ethnométhode du village étudié
La qualité de membre du chercheur lui permet de définir qui est ou n'est pas membre, quelles sont les limites du village. C'est en tant que membre qu'il met en œuvre une ethnométhode propre à son village qui lui permet d'en définir les limites.
Parallèlement, certains membres peuvent ne pas reconnaître tous les autres membres comme faisant partie du village. D'autres, à l'inverse, peuvent vouloir y intégrer des personnes qui ne sont pas envisagées dans la première définition du village. Le chercheur se doit de poser les limites du village qu'il étudie. Dès lors qu'il admet que le travail qu'il produit n'est en aucun cas une expression de la vérité, il ne peut trahir que lui-même en posant les limites de son village. De l'extérieur, il peut choisir des limites arbitraires qui seront plus ou moins pertinentes. La légitimité du village pourra toujours être remise en cause par quiconque, et surtout par les membres du village étudié. Par contre, si le chercheur est lui-même membre, il a la capacité de définir les limites du village en connaissance de cause. De plus, sa position particulière de membre le rend tout aussi compétent que quiconque pour décider qui est ou n'est pas dans le village. 
Bien évidemment, le choix du chercheur est « subjectif ». Il a simplement le mérite d'expliciter quels sont ses choix et les raisons qui les motivent. La subjectivité du chercheur constitue l'étalon invariant qui permet de définir et de parler du village. En outre, l'ethnométhodologie considère que l'objectivité prétendue d'un chercheur extérieur est déjà une erreur. S'impliquer directement dans l'action consiste à admettre l'indexicalité comme un phénomène général auquel le chercheur n'échappe pas. Comme l'a dit Robert Jaulin : On ne fait pas l'économie d'être vivant.

#### Les aménagements de la position de membre
Si le chercheur doit être membre du village qu'il étudie au sens strict, le champ d'étude qui s'offre à lui est limité. Il ne pourra par exemple pas se lancer dans l'étude de tel ou tel sujet (pour répondre à une commande par exemple), parce qu'il ne sera pas membre du village. L'ethnométhodologie professionnelle – au sens d'une activité principale visant à accumuler des connaissances scientifiques – ne peut se faire qu'au travers d'une foule de chercheurs impliqués dans des villages différents. À moins d'un aménagement de la condition de membre, un seul et même individu ne peut systématiser les études ethnométhodologiques. 
Le rôle du sociologue est de produire des réponses aux grandes questions qui agitent la société. Il ne semble pas qu'il puisse exister de statut équivalent à la portée de l'ethnométhodologue. Pour mener à bien un travail d'étude conventionnel comme pourrait le faire la sociologie, il devient absolument impératif de modifier la définition du membre. Ainsi, certains aménagent la position de membre en considérant que le chercheur, dans sa relation avec son sujet d'étude, constitue un second village où le sens est de nouveau créé. Il convient alors de produire une description des ethnométhodes à partir de cette position. Le statut du chercheur par rapport à son terrain n'est alors plus guère éloigné de celui du sociologue contemporain ou de l'ethnologue. Il investit un terrain et tente d'en comprendre les mécanismes en devenant membre d'un village qui ne sera jamais tout à fait le sien puisqu'il l'a intégré pour l'étudier. Sa seule particularité sera de produire un discours sur un sujet particulier : la description des ethnométhodes.

## Méthodologie
La parole du chercheur/membre n'a finalement pas plus de poids que celle de n'importe quel autre membre. Doit-on finalement accorder à l'ethnométhodologie un quelconque crédit ? Si ce qui est dit est digne d'intérêt, alors même que l'individu ne fait que raconter ce qu'il vit, alors son discours peut être considéré comme constituant un travail ethnométhodologique digne d'intérêt. Le discours du chercheur a simplement le mérite d'être formulé et de s'appuyer sur quelques méthodes spécifiques. Les conclusions sur lesquelles il débouche n'ont par contre pas nécessairement plus de valeur que celles d'un autre membre. 
Il faut noter ici que l'ethnométhodologie n'a pas pour objet de construire un sens, elle tente plutôt de comprendre comment le sens se construit dans un groupe précis – un travail qui ne se fait généralement pas ni dans les discussions de débit de boisson, ni à l'intérieur d'un village quel qu'il soit. Si les membres ont une compétence unique pour construire du sens, ils ne s'interrogent que rarement sur la manière dont ils le construisent. L'ethnométhodologue s'intéresse donc à son village sous un angle inédit. 

### «Breaching»
L'ethnométhodologue utilise quelques méthodes simples pour essayer de faire émerger les informations pertinentes qu'il ne perçoit pas quand il utilise sa compétence unique de membre pour construire du sens. L'une d'elles est le breaching. Elle consiste à perturber la routine habituelle pour faire ressortir les mécanismes (allants de soi) par lesquels le sens se négocie. L'information est en général nouvelle dans le village. Elle peut être validée par celui-ci ou produire  un débat qui dévoile encore plus les ethnométhodes (c'est-à-dire les méthodes locales de construction du sens) que les membres utilisent pour négocier ce nouveau sens. 
Harold Garfinkel a par exemple demandé à ses étudiants de rentrer chez leurs parents en se comportant comme des invités. Ils ne parlaient pas trop et se montraient très polis. Comme ils étaient membres de la famille, leur politesse était perçue comme de l'obséquiosité. Le village familial ne comprenait pas ce qui se passait. Cette perturbation permettait de comprendre certains mécanismes de construction de sens pratiqués depuis fort longtemps et pourtant non remarqués, c'est-à-dire qu'ils n'étaient pas consciemment connus, ni volontairement formulés puisqu'ils découlaient du bon sens. Autrement dit, ce sont des choses qu'on connaît sans savoir qu'on les connaît.
On constate ainsi, avec l'idée d'allants de soi, qu'il existe des comportements qui échappent à la conscience de ceux qui les adoptent. La différence fondamentale avec la sociologie est que ces comportements sont vus et non remarqués ; ce qui signifie qu'ils sont toujours à la portée de la conscience des membres du village, simplement la prise de conscience ne se fait pas d'ordinaire. Le chercheur n'est donc pas le seul qui soit capable de les voir et de les interpréter.

### Indifférence ethnométhodologique
Le chercheur/membre fait appel à son appartenance à d'autres villages pour prendre une certaine distance par rapport à ce qu'il observe. Il doit adopter une attitude générale d'indifférence ethnométhodologique. Non pas qu'il se refuse à exprimer des jugements de valeur, mais plus radicalement il doit parvenir à se sentir en partie désolidarisé de l'action. L'utilisation conjointe des points de vue de ses autres villages d'appartenance et du comportement volontairement décalé du breaching permettent d'atteindre cet état. 
Yves Lecerf considère que le chercheur occupe trois positions dans son travail d'observation :
1. L'implication complète et sincère dans l'action du village concerné offre au chercheur une place de membre au même titre que n'importe quel membre.
2. Par le simple fait de commencer à décrire l'action en cours, il se pose comme observateur de son propre village et prend donc une position extérieure.
3. Utilisant sa capacité d'interprétation, il structure l'expérience qu'il a du terrain et le discours qu'il produit à son endroit.

L'indifférence ethnométhométhodologique découle de ces trois attitudes qui ne peuvent être tenues simultanément. Comment le chercheur pourrait-il être à la fois impliqué et distant ? Il doit adopter les trois points de vue consécutivement, l'un permettant d'éclairer les autres. Ces trois positions doivent clairement ressortir dans ses écrits. S'il rajoute en plus quelques éléments biographiques, le lecteur peut alors interpréter encore plus efficacement son travail.

## L'ethnométhodologie et la science
L'ethnométhodologie a la prétention de répondre à trois critères de scientificité :
- Observation du réel : Le chercheur observe la réalité d'un terrain
- Limite de l'objet : Le chercheur connaît l'ensemble de son terrain de façon pratique, parce qu'il est membre de son terrain il a toute légitimité à en poser les limites.
- Accumulation du savoir : La description du sens en train de se faire au sein d'un groupe depuis la position de membre/chercheur permet de produire un savoir rigoureux parce que positionné dans le temps et l'espace. Il ne peut ainsi perdre de sa validité.

Le respect de ces trois critères fonde la rigueur de la discipline et sert de socle à partir duquel elle se positionne par rapport aux autres sciences humaines, notamment la sociologie. 
L'ethnométhodologie emprunte ainsi à la phénoménologie, notamment par l'impératif d'un retour au monde vécu (sans nécessairement en retenir les critères d'analyse que l'on retrouve chez Husserl, telles que les évidences originaire, adéquate et apodictique), l'ethnométhodologie écarte dès lors les sujets propres à la sociologie ou à l'ethnologie, comme ceux de la psychologie ou de la linguistique. 
On peut également la considérer comme une forme de sociologie, dans la mesure où elle demeure proche d'une sociologie contemporaine qui prend en compte les perturbations induite par le chercheur et qui s'appuie sur des méthodes qualitatives. Il est toutefois difficile de l'assimiler à une branche de la sociologie, dans la mesure où elle s'est clairement posée en rupture avec elle lors de son avènement. La proximité de la sociologie « moderne » est le résultat de l'évolution de cette discipline en réaction aux critiques portées à son endroit et auxquelles l'ethnométhodologie a participé.  
On peut toutefois distinguer quelques aspects originaux de l'ethnométhodologie. Ainsi, la place du chercheur comme membre à part entière de l'objet étudié, l'intérêt porté aux phénomènes routiniers ou encore la distance gardée avec des concepts qui ne constituent pas des accounts (comme la société), marquent une différence importante avec de nombreuses sociologies. Elle détermine en outre une série de concepts bien précis auxquels elle se réfère et qui sont utilisables par d'autres. 
Mais surtout, l'ethnométhodologie ne s'intéresse pas à la validité des sens existants, mais à leur élaboration. La construction du sens est une activité humaine, l'étudier pour elle-même revient à étudier un aspect de l'Homme. L'ethnométhodologie mérite donc son label de science humaine, tout en créant sur ce point précis une rupture avec la tradition sociologique française, conçue comme une « science morale » qui devait permettre l'établissement d'une société meilleure, sur la base de choix politiques établis selon des critères objectifs. 
Dans ces deux cas, la sociologie était un lieu de création de sens et elle était donc en cela confondue avec l'objet d'étude Homme. L'ethnométhodologie tente de dépasser cette confusion et s'inscrit en cela à la suite de la seconde philosophie de Wittgenstein. Pour y parvenir, elle s'appuie sur la phénoménologie et sur des notions issues de la linguistique, comportant une série de paradigmes qui ne sont pas soumis au principe d'indexicalité pourtant énoncé comme une propriété incontournable du monde. Ces paradigmes issus du monde universitaire transgressent donc leurs propres fondements. 
Pourquoi devrait-on alors attribuer plus de valeur à ces paradigmes qu'à ceux de Durkheim ? Si tout se résume à une induction qui est elle-même l'expression indexicale d'un village, il est impossible pour un ethnométhodologue d'invalider les conclusions d'une autre discipline. Si les ethnométhodologues, à commencer par Garfinkel, s'octroient le droit de critiquer la sociologie plus qu'une autre discipline universitaire, c'est qu'ils se reconnaissent dans cette discipline.